# Psihologie socială
Psihologia socială este subdomeniul psihologiei care studiază comportamentul individual în context social. Ea încearcă să descifreze cauzele și natura comportamentului în situații sociale. Psihologia socială abordează două aspecte: impactul social asupra comportamentului individual și aporturile personale în inițierea și cristalizarea unor fapte sociale.

## Obiectul psihologiei sociale

### Sociologie și psihologie. Fenomenul social
Psihologia socială operează cu o categorie aparte de fenomene, cele care apar în cadrul interacțiunii social – psihologice, între un anumit context situațional obiectiv și anumite particularități psihologice, subiective, ale celor angrenați în diverse situații.
Prin contextul social – obiectiv se înțeleg inclusiv alte persoane, aflate în ambianța noastră, anticipând contextul central al psihologiei sociale, interacțiunea. Pe baza acesteia, între social și psihologic, apare un nou fenomen: fenomenul psihosocial.

### Omul și procesele psihice în perspectiva psihologiei sociale
Pentru a elucida omul și procesele psihice din punct de vedere psihosocial, se impun două teze fundamentale:
1. nimic nu există în psihologia umană care să nu fie influențat și condiționat social.
2. nimic nu există în societate care să nu aibă corespondențe, componente și implicații psihologice.

Grupul, societatea sunt produse ale acțiunii umane, pentru că omul este un subiect activ care contribuie la producerea vieții sociale. Diversele forme de activitate productivă, mișcările sociale, mobilitatea socială, ș.a. sunt expresia implicării active a omului în societate.

### Omul și comportamentele din perspectiva psihologiei sociale
Din perspectiva psihologiei sociale comportamentele unui individ se pot categorisi în comportamente prosociale sau antisociale

### Definiții ale obiectului psihologiei sociale
- Este studiul științific al experienței și conduitei indivizilor în relația cu stimulii sociali (Muzafer Sherif);
- Este știința evenimentelor, conduitei interpersonale (Krech & Crutchfield);
- Este studiul interacțiunii umane (John B. Watson);
- Examinează și explică modul în care gândirea, sentimentele, conduita indivizilor sunt influențate de prezența actuală, imaginată, sau implicată a altora (Gordon Allport);
- Se ocupă cu studiul particularităților psihice ale omului ca ființă socioculturală, și ale conduitei sale în cadrul grupului din care face parte, cât și cu studiul psihologiei de grup, colective și de masă, așa cum se manifestă ele în activitatea umană (P. Golu);
- Este studiul științific al influenței reciproce a indivizilor și contextul său social (Sabini).

### Perspective epistemologice asupra psihologiei sociale
1. Din partea psihologiei: Se concentrează asupra influenței stimulilor sociali asupra indivizilor și asupra studiului percepției și cunoașterii de către om a vieții sociale. Este o perspectivă intraindividuală.
2. Din partea sociologiei: Se preocupă de studiul interacțiunii sociale, comunicării sociale, construcției sociale prin intermediul limbii, etc. Este o perspectivă interindividuală, în cadrul căreia există o serie de concepții (psihanalitice, cognitive, interacționiste), i.e. nivele de analiză.

## Nivele de analiză în psihologia socială
1. Nivelul intraindividual – pune accent pe procesele intraindividuale, adică mecanismele prin care oamenii își organizează percepția și își evaluează ambianța socială.
2. Nivelul interindividual și situațional – analizează procesele interindividuale așa cum au ele loc într-o situație dată; indivizii au o poziție interșanjabilă și nu interesează pozițiile pe care le au în afara unei situații date.
3. Nivelul socio-pozițional / al relațiilor de putere și statut – se focalizează pe poziția ocupată de individ în societate, adică diferențele extrasituaționale în pozițiile sociale.
4. Nivelul ideologic / al convingerilor sociale - al reprezentărilor sociale, al normelor produse de societate și grupuri, pe care individul le poartă cu el, le manifestă intr-o situație anume, etc.

Exemplu
Agresiunea:
- teorii referitoare la “instinctele agresive” – nivelul intraindividual
- teoriile frustrație-agresiune (Dollart) – nivelul interindividual (o altă persoană s-a opus, a intevenit în realizarea scopului, a generat agresiunea)
- conflictele șef – subaltern, violările de norme – nivel socio-pozițional
- acțiunile agresive colective, grupuri incompatibile – nivelul convingerilor sociale

## Principii, legi, structuri conceptuale, metode
Metode
- experimentul
- tehnicile non-experimentale / cercetările corelaționale
- observația
- măsurarea atitudinilor

Principii
- Principiul determinismului: indivizii și grupurile reflectă influențele constante și episodice ale mediului social, ale celorlalți;
- Principiul dezvoltării: diversele fenomene psihice sunt rezultatul interacțiunii evolutive a indivizilor între ei, individ – grup, etc;
- Principiul comunicării: procesele de comunicare au un rol fundamental în formarea și manifestarea fenomenelor psihice interpersonale, de grup și de masă;
- Principiul abordării valorice: studiul fenomenelor psihosociale din punct de vedere al semnificației lor asupra indivizilor, grupurilor, societății.

Legi
Există anumite constante cu caracter legic care se stabilesc între diferitele fenomene psihosociale.
Concepte de bază
- fenomen social (împletirea dintre social și psihologic)
- interacțiune
- influență socială
- comportament individual, comportament de grup

Ca orice știință, psihologia socială are un sistem teoretic și aplicativ, subramuri, în funcție de domeniul de activitate umană: psihologie socială educațională, juridică, a grupurilor mici, organizațională, ș.a.

## Scurt istoric al psihologiei sociale

### Perioada preparadigmatică
Aceasta se desfășoară între 1880 și 1935. Exponenții sunt Norman Triplett (care a publicat primul în American Journal of Psychology), Maximilian Ringelmann, William McDougall, Edward Alsworth Ross, Floyd Henry Allport.

### Conturarea paradigmei științifice
Între 1935 și 1945 se dezvoltă caracterul științific al disciplinei. Muzafer Sherif introduce în mod hotărât experimentul și a demonstrat că se pot face studii de laborator în acest domeniu. Kurt Lewin este un alt nume sonor în această perioadă, care propune teoria câmpului social. El susține că comportamentul individului este o funcție ce descrie interacțiunea dintre persoană și mediul înconjurător. Tot Lewin argumentează că cercetările din domeniul psihologiei sociale trebuie să aibă finalitate în rezolvarea unor probleme sociale majore.

### Perioada paradigmatică
Se desfășoară între 1946 și 1960. Fondurile masive asigură o dezvoltare importantă a psihologiei sociale. Gordon Allport studiază prejudecățile și stereotipurile sociale; Solomon Asch studiază conformarea și influența socială, cât și percepția persoanei; Leon Festinger se apleacă asupra comparațiilor sociale și propune teoria disonanței cognitive; Frtiz Heider avansează teoria atribuirilor cauzale și investigheză atracția interpersonală; Carl Hovland este interesat de persuasiune și schimbare atitudinală; John Thibaut și Harold Kelley studiază grupurile restrânse și propun teoria schimburilor sociale.

### Perioada de criză
Între 1961 și 1975 domeniul capătă un caracter divergent, dezvoltânduse numeroase interese diferite și ramuri de cercetare. Domină experimentele de laborator. Psihologi importanți în această perioadă sunt: Harold Kelley (cogniția individului în context social), Stanley Schachter (afectivitate și emoții), Albert Bandura (agresivitatea), Stanley Milgram (obediența).

### Perioada actuală
După perioada de criză emerg două orientări teoretice majore: prima explică comportamentul social prin factori proximali (motivație, cogniție, afecte, percepție, etc.) iar a doua recurge la factori distali (presiunea de a se conforma grupului, interacțiunea cu ceilalți, influența socială, etc.). Din punct de vedere metodologic se concretizează două orientări: una centrată pe experimente de laborator, iar a doua pe studii de teren, studii de caz etc.